# X Cancri
X Cancri – gwiazda węglowa znajdująca się w gwiazdozbiorze Raka, jedna z największych gwiazd w naszej Galaktyce. Jest klasyfikowana jako jasny olbrzym. Jest gwiazdą zmienną o średniej jasności 6,40m.